# Esquirol volador de Mentawai
L'esquirol volador de Mentawai (Petinomys lugens) és una espècie de rosegador de la família dels esciúrids. És endèmic de l'arxipèlag de Mentawai (Indonèsia). El seu hàbitat natural són els boscos. Està amenaçat per la destrucció del seu entorn per la tala d'arbres i l'expansió de l'agricultura.
Té una llargada corporal de 25-26 cm, sense comptar la cua, que fa 21-23 cm. Pesa aproximadament 450 g. Té el pelatge del cos de color marró fumat, mentre que la cua és més o menys bicolor. A cada galta hi ha una petita berruga amb tres o quatre cerres remarcables.